# Trương Thị Thư
Trương Thị Thư (chữ Hán: 張氏書; 1699 – 19 tháng 8 năm 1720), tôn hiệu Hiếu Ninh Hoàng hậu (孝寧皇后), là một cung tần của Ninh vương Nguyễn Phúc Chú trong lịch sử Việt Nam.

## Tiểu sử
Hiếu Ninh Hoàng hậu Trương Thị Thư sinh năm Kỷ Mão (1699), nguyên quán ở huyện Tống Sơn, tỉnh Thanh Hóa. Bà là con gái của Chưởng doanh Trương Phúc Phan, lĩnh chức Trấn thủ doanh Trấn Biên, khi mất được tặng hàm Thái bảo Phan Quốc công. Chưởng doanh Phan cũng là cha của quyền thần Trương Phúc Loan, người gây ra sự sụp đổ của vương triều Nguyễn ở Đàng Trong.
Bà Thư nhập phủ chúa khi Ninh vương Nguyễn Phúc Chú còn ở nơi tiềm để, được phong làm Nhã cơ (雅姬). Bà sinh được cho chúa Ninh hai người con trai:
- Nguyễn Phúc Khoát (26 tháng 9 năm 1714 – 7 tháng 7 năm 1765), kế vị Ninh vương, được gọi là Vũ vương. Vua Gia Long truy tôn miêu hiệu Thế Tông (世宗).
- Nguyễn Phúc Du (? – 6 tháng 6 năm 1751), còn có tên là Nghiễm, tước phong Thái bảo Nghiễm Quận công, có ba con trai.

Năm Canh Tý (1720), ngày 16 tháng 7 (âm lịch), bà Nhã cơ qua đời khi mới 22 tuổi, được truy tặng làm Tu dung Á phu nhân (修容亞夫人), thụy là Từ Ý (慈懿). Vũ vương Nguyễn Phúc Khoát lên ngôi gia tặng thụy hiệu cho mẹ mình là Từ Ý Quang Thuận Chiêu Hiến Thục phi (慈懿光順昭憲淑妃). Bà được phối thờ với Túc Tông Nguyễn Phúc Chú tại Thái Miếu, ở án thứ ba bên phải. Lăng của bà được gọi là lăng Vĩnh Phong (nay thuộc phường Hương Hồ, thị xã Hương Trà, Huế).
Năm Gia Long thứ 5 (1806), vua truy tôn cho bà làm Từ Ý Quang Thuận Chiêu Hiến Thục Huệ Hiếu Ninh Hoàng hậu (慈懿光順昭憲淑惠孝寧皇后). Bài sách văn tấn tôn có lời rằng:
“Đạo trời đất kiền khôn hợp đức, lễ tôn miếu, đế hậu cung tôn. Kính nghĩ, Từ Ý Quang Thuận Chiêu Hiến Trương Thục Phi điện hạ: tiếng hay trong sáng, đức tốt đoan trang, sao bảo vụ sáng liền thần cực, nghi hình túc mục như ngọc cư ngọc hành, khí phù dư đúc được thánh minh, dòng dõi lâu bền như thái sơn bàn thạch. Cho nên nay trên nhờ ơn thiêng thêm sáng Phước trước. Kính dâng huy xưng, để tỏ đức tốt. Cẩn tiến sách vàng dâng tôn hiệu là: Từ Ý Quang Thuận Chiêu Hiến Thục Huệ Hiếu Ninh Hoàng Hậu, thờ chung vào gian hữu tam nhà Thái Miếu.”